# نلسون آگو
نلسون آگو (انگلیسی: Nelson Agho؛ زادهٔ ۲۴ فوریهٔ ۲۰۰۳) بازیکن فوتبال است.
از باشگاه‌هایی که در آن بازی کرده‌است می‌توان به باشگاه فوتبال پورت ویل اشاره کرد.